# NGC 2935
NGC 2935 је спирална галаксија у сазвежђу Хидра која се налази на NGC листи објеката дубоког неба.
Деклинација објекта је - 21° 7' 40" а ректасцензија 9h 36m 44,6s. Привидна величина (магнитуда) објекта NGC 2935 износи 11,4 а фотографска магнитуда 12,2. Налази се на удаљености од 29,285 милиона парсека од Сунца. NGC 2935 је још познат и под ознакама ESO 565-23, MCG -3-25-11, UGCA 169, IRAS 09344-2054, PGC 27351.